# Gornja Tramošnja (Sanski Most)
Gornja Tramošnja (szerbül: Горња Трамошња) szerb falu Bosznia-Hercegovinában, a Bosznia-hercegovinai Föderáció Una-Szanai kantonjában, Sanski Most községben.

## Fekvése
Bosznia-Hercegovina északnyugati részén, Bihácstól légvonalban 74, közúton 103 km-re keletre, Sanski Most központjától légvonalban 11, közúton 19 km-re délkelete, a Tramošnjica-patak völgye feletti hegyvidéki területen fekszik. A Tramošnjica-patak Podglavicától északkeletre, 638 méteres tengerszint feletti magasságban ered, majd Donja és Gornja Tramošnjica között átfolyva Kijevónál egyesül a Gluvać-patakkal, Kijevska Rijeka néven folyik tovább nyugatfelé, hogy Lužana és Tomina között ömöljön a Szanába.

## Népessége
| Nemzetiségi csoport | Népesség 1991 | Népesség 2013 |
| ------------------- | ------------- | ------------- |
| Szerb               | 491           | 3             |
| Bosnyák             | 1             | 0             |
| Horvát              | 0             | 0             |
| Jugoszláv           | 0             | 0             |
| Egyéb               | 2             | 0             |
| Összesen            | 494           | 3             |

## Története
Tramošnja története során mindvégig szerb lakosságú volt. 1878-ig az Oszmán Birodalomhoz tartozott, majd az Osztrák–Magyar Monarchia annektálta. Az első osztrák-magyar népszámlálás során 1879-ben Tramošnjának 827 lakosából 822 ortodox szerb és 5 katolikus horvát volt. 1910-ben Tramošnjának már 1132 lakosa volt. A tramošnjai állami elemi iskola 1933-ban nyílt meg. 1941-ben Donja és Gornja Tramošnjának csak szerb lakosa volt. 1941. május 6. és 8. között a szomszédos Kijevónál nagy összecsapások voltak a horvát usztasa csapatok, a német megszállók és a szerb felkelők között, amelyben Tramošnja lakosai közül is többen részt vettek. Az összecsapások után a felkelők a túlerőben levő usztasa és német csapatok elől Tramošnja erdős, hegyes határába menekültek.
A boszniai háború idején sok más szerbek lakta faluhoz hasonlóan Gornja Tramošnja is elpusztult. A szerb lakosság száma akkor esett vissza, amikor 1995-ben a Sana’95 hadművelet során a bosnyák kormánycsapatok elfoglalták a falut a szerbektől és a távozó szerb csapatokkal a szerb lakosság is elmenekült. A háború után Tramošnja egykor létező hatvan háztartásából csak harminc tért vissza.
A daytoni békeszerződés után 1997-ben az entitások közötti demarkációs vonal kiigazításáról szóló megállapodással Gornja Tramošnja legnagyobb része a része a Boszniai Szerb Köztársasághoz került, és csak egy kisebb része került a Föderáció, és ezzel Sanski Most község területére.

## Nevezetességei
- Szent Illés próféta tiszteletére szentelt pravoszláv temploma 1939-ben épült.